# Hubert Dupont (Musiker)

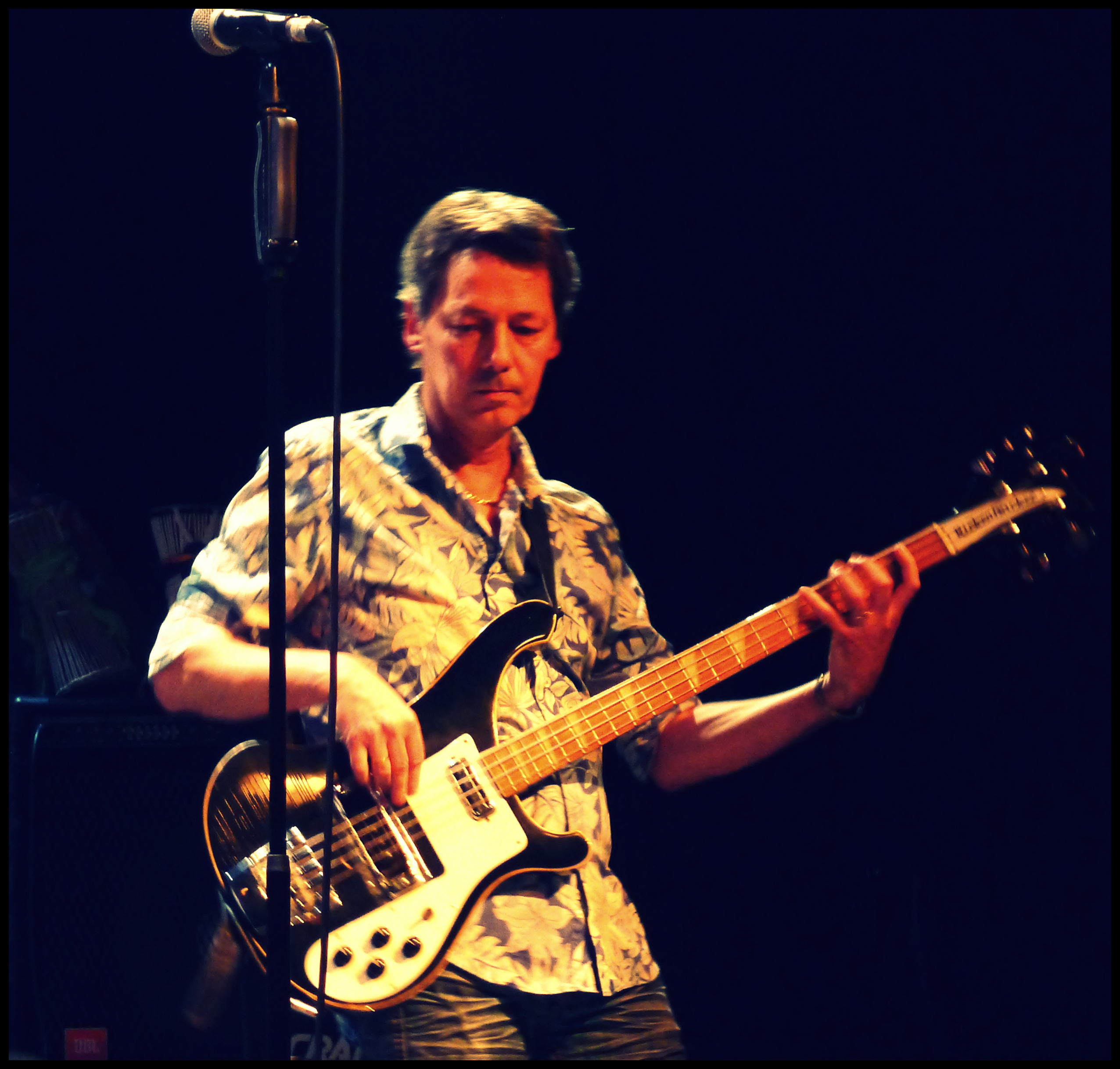
Hubert Dupont

Hubert Dupont (* 5. Mai 1959 in Versailles) ist ein französischer Jazzmusiker (Kontrabass, E-Bass, Komposition).

## Leben und Wirken
Dupont studierte bis 1981 in Lyon Ingenieurwesen, um sich dann der Musik zu widmen. Zunächst spielte er als Autodidakt Gitarre, um 1983 auf den Kontrabass zu wechseln. Er wurde Mitglied der ARFI und spielte in deren Großformation La Marmite Infernale und bei Yves Robert, aber auch bei Tchangodei und mit Itaru Oki. 
1989 zog Dupont nach Paris, wo er seit 1990 mit Guillaume Orti, Benoît Delbecq und Benjamin Henocq die Gruppe Kartet bildete (die bis 2014 sechs Alben vorlegte); auch in der Gruppe Thôt um Stéphane Payen war er lange Jahre als Bassist tätig. 2004 legte er das Solo-Album Ultraboles vor. Rudresh Mahanthappa holte er in seine Gruppe Dupont T, mit der er das Album Spider's Dance einspielte, dem internationale Touren folgten. Auch leitete er die Bands Altisssimo und Decor. Ferner spielte er mit Robin Eubanks, Steve Lacy, Harold Land, Glenn Ferris, Stefano Di Battista, Fabrizio Cassol, Daunik Lazro, Malik Mezzadri, Mathias Rüegg, Paolo Fresu, Wolfgang Puschnig, Gábor Gadó, Louis Winsberg und Laurent de Wilde. Auch nahm er mit Marjolaine Reymond, Nicolas Genest, Elie Maalouf und mehrfach mit der Bigband Quoi de Neuf Docteur auf.

## Diskographische Hinweise
- Ultraboles (UBR 2005)
- Dupont T Spider's Dance (UBR 2007, mit Rudresh Mahanthappa, Yvan Robilliard, Chander Sardjoe)
- Jasmim (UTK 2012, mit Naïssam Jalal, Denis Guivarc'h, Nelson Veras, Youssef Hbeisch)
- Claudine François/Hubert Dupont/Hamid Drake Flying Eagle (Marge, 2013)
- VoxXL (UTK 2014, mit Mike Ladd, Ibrahima Diassé, Naïssam Jalal, Hervé Samb, Maxime Zampieri, Djengo Hartlap)
- Hubert Dupont Sirocco: Ultrabolic No # (2022)